# Abramios (patriarcha Jerozolimy)
Abramios (zm. 1787) – prawosławny patriarcha Jerozolimy w latach 1775–1787.